# Spiderland
Spiderland – drugi album studyjny amerykańskiej grupy Slint, wydany 27 marca 1991 roku nakładem Touch and Go Records.

## Lista utworów
1. "Breadcrumb Trail" – 5:55
2. "Nosferatu Man" – 5:35
3. "Don, Aman" – 6:28
4. "Washer" – 8:50
5. "For Dinner…" – 5:05
6. "Good Morning, Captain" – 7:38

## Twórcy
- David Pajo – gitara
- Brian McMahan – gitara elektryczna, śpiew
- Britt Walford – perkusja
- Todd Brashear – gitara basowa
- Brian Paulson – realizacja dźwięku
- Will Oldham – fotografie
- Noel Saltzman – fotografie